# 王符
王符（？78年—？163年），字節信，安定臨涇（今甘肃镇原）人。东汉哲学家、政论家。

## 生平
生卒年不詳。少好學，有志操，與馬融、竇章、張衡、崔瑗等友善，長大後“耿介不同於俗，以此遂不得升進”。終身不仕。他在不得意中，隱居著書三十餘篇，“以譏當時失得。不欲彰顯其名”，書名為《潛夫論》。王符的《潜夫论》蜚声中外，与王充《论衡》齊名。該書完整流傳至今。
王符與王充、仲长统合稱“後漢三賢”。延熹五年（162年），度遼將軍皇甫規解官歸里，不少鄉人往謁，皇甫規冷落了雁門太守，熱烈迎接王符。時人為之語曰：“徒見二千石，不如一縫掖。”當時王氏已八十多歲，約卒於之後數年。

## 延伸阅读
[在维基数据编辑]
 在维基文库阅读此作者作品
 《後漢書·卷49》，出自范晔《後漢書》
 《後漢三賢贊三首》